# 式目抄
『式目抄』（しきもくしょう）とは、戦国時代の天文3年（1534年）に清原宣賢が著した御成敗式目の注釈書。『式目抄』と称する書は複数存在し、また天正16年（1588年）に宣賢の孫の清原枝賢がこの書を元に全面的に改訂した『式目抄』（続史籍集覧所収）も存在するが、清原宣賢の『式目抄』が広く知られている。

## 概要
御成敗式目は当初は鎌倉幕府に仕える御家人に対して出されたものであったが、その公正さと平易性、朝廷の法制との整合性を保つ体裁を取っていたことから、次第に朝廷などにも受け入れられていった。特に鎌倉時代後期には鎌倉幕府・朝廷ともに徳政を追及するようになり、その理念に適っているとされた御成敗式目の研究が公武ともに盛んになった。室町時代に入ると、室町幕府奉行衆の斎藤氏・飯尾氏、公家では明経道の清原氏が式目の注釈を家学とするようになった。
清原氏では幕府管領細川勝元に式目を講義して『貞永式目聞書』を著した清原業忠が知られているが、その孫である清原宣賢が祖父の学説を継承しつつ律令格式・公家法・明法道由来の諸説を引用して解説を施したのが『式目抄』である。
御成敗式目に使われている文字や語句の注釈を古今和漢の典籍から引用して詳細な解説を施したこと、加えて従来漢文にて書かれていた御成敗式目の注釈書の中で初めて片仮名交り文を採用したこと、従来は省みられなかった追加法に対する解説を行ったことなど、当時の最高水準の注釈が施され、後世に影響を与えた。ただし、本来は武家法である御成敗式目を律令法・公家法に基づいて解釈しているために強引な部分もあり、ことに第4条の「贓物」を「財物」、第18条の「忠孝」を「志孝」と原文そのものを改めている。これは御成敗式目の立法者である北条泰時らが作った御成敗式目の原文自体に誤りがあり、これを本来あるべき条文に修正すべきであるとする清原氏の家学に基づく考え方によるものである。
清原宣賢の『式目抄』は、江戸時代に入ると御成敗式目の優れた注釈書として活字によって刊行され、更には諺解本と呼ばれる「注釈書の注釈書」が現れるに至った。